# Eboya

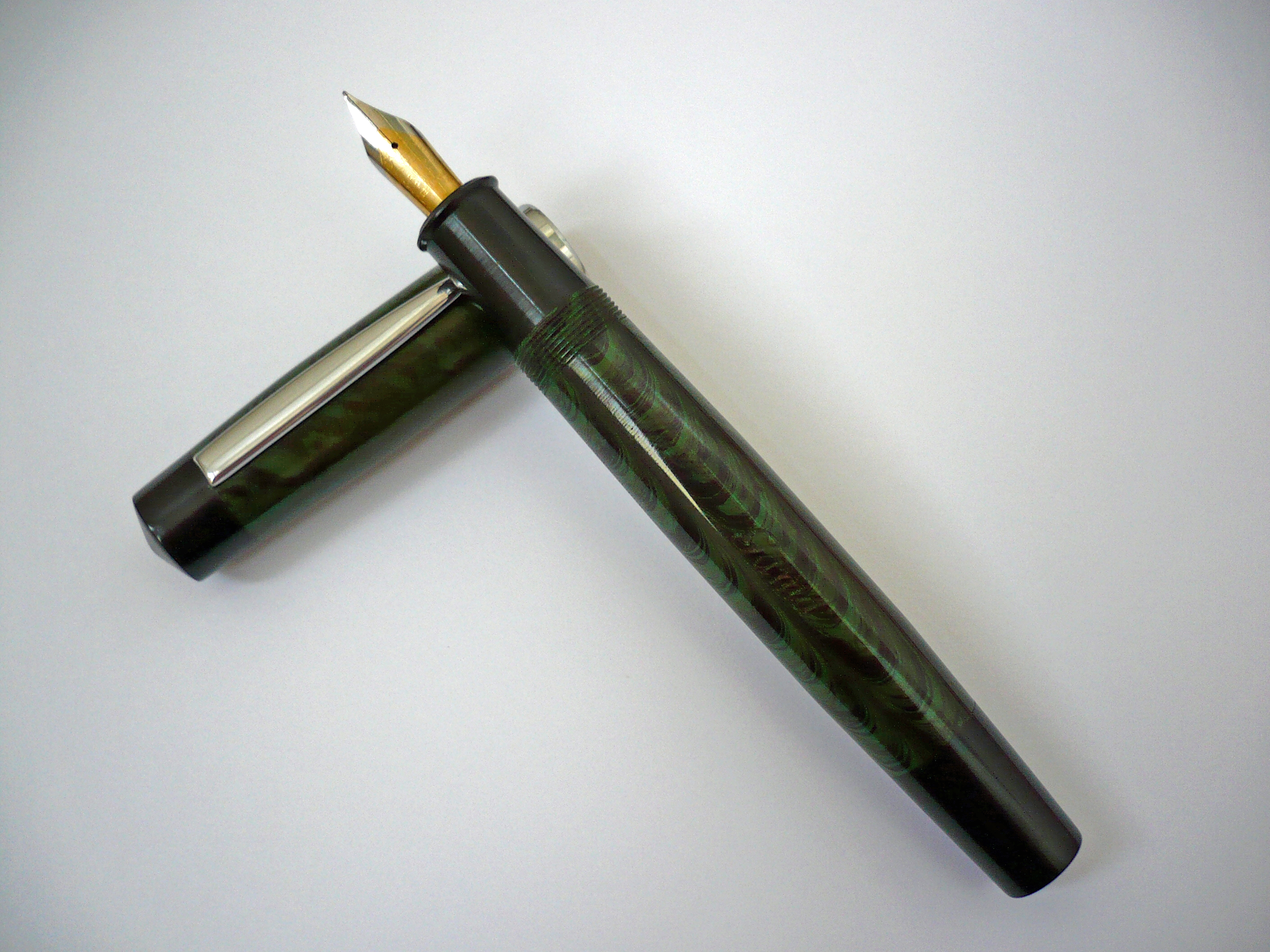
Esempio di penna stilografica in ebanite verde

Eboya è una piccola azienda giapponese di penne stilografiche gioiello nata nel 1952 come produttore specializzato di ebanite, al 2016 vi lavorano nove persone.

## Storia
L'azienda è rimasta l'unica produttrice di ebanite del Giappone, essa produce esclusivamente ebanite ed iniziò a produrre nel 1952 a Tokio dove il suo fondatore Katsuzo Endo si era trasferito da Hokkaidō. Essa si specializza nella produzione di piastre, tubi ed altri materiali di ebanite come prodotti semilavorati; contestualmente inizia anche la produzione di plettri, bocchini per strumenti musicali e penne stilografiche di alta qualità costruite esclusivamente con questo materiale.
Le penne posseggono un unico effetto di marmorizzazione che le distinguono nell'intero panorama della produzione mondiale di penne in ebanite. Esse vengono tornite a mano e con un processo molto laborioso sono rifinite una ad una, facendo sì che ognuna sia marmorizzata in modo differente dall'altra. Sono prodotte con un sistema a cartuccia oppure con convertitore non intercambiabili tra loro una volta prodotte.
Queste penne sono praticamente sconosciute in occidente rimanendo una produzione di alta gamma e limitata esclusivamente al Giappone.

## Modelli
- Houga 萌芽
- Houju 宝珠
- Hakobune 方舟
- Kyouka 鏡花
- Natsume 棗
- Ricchiku 立竹

I modelli sono prodotti in una gamma limitata di quattro colori e di tre formati di grandezza.

## Ambasciatori
Tra gli ambasciatori pubblicitari di questo marchio soprattutto i collezionisti.